# Hawkhurst
Hawkhurst är en ort och civil parish i grevskapet Kent i sydöstra England. Orten ligger i distriktet Tunbridge Wells, nära gränsen till East Sussex. Hawkhurst är beläget cirka 20 kilometer sydost om Royal Tunbridge Wells. Tätorten (built-up area) hade 3 683 invånare vid folkräkningen år 2021.